# Franciszek Tomaszewski (nauczyciel)
Franciszek Tomaszewski (ur. 30 września 1852 w Brzeżanach, zm. 17 lipca 1912 we Lwowie) – polski nauczyciel w stopniu doktora, pedagog, poseł na Sejmu Krajowego Galicji i do Rady Państwa.

## Życiorys
Urodził się 30 września 1852 w Brzeżanach. W rodzinnym mieście ukończył w C. K. Gimnazjum. Został absolwentem studiów na Wydziale Filozoficznym Uniwersytetu Lwowskiego oraz na Uniwersytecie Wiedeńskim, gdzie uzyskał stopień naukowy doktora w dziedzinie matematyki. Podjął pracę nauczyciela od 10 września 1876. Egzamin zawodowy złożył 20 czerwca 1876. Został mianowany nauczycielem rzeczywistym 30 sierpnia 1879. 8 grudnia 1902 otrzymał VI rangę w zawodzie. Jako nauczyciel pracował w C. K. Gimnazjum im. Franciszka Józefa we Lwowie od 1876 do 1879 jako zastępca profesora, w C. K. Gimnazjum św. Anny w Krakowie od 1879 do 1896 jako profesor. 30 sierpnia 1896 został mianowany dyrektorem C. K. Gimnazjum Arcyksiężniczki Elżbiety w Samborze i objął urzędowanie 16 września tego roku. Z tego stanowiska 28 września 1904 został mianowany na stanowisko dyrektora C. K. Gimnazjum im. Franciszka Józefa we Lwowie. Był autorem podręczników szkolnych. W 1901 podręcznik jego autorstwa pt. Chemja dla wyższych klas gimnazjalnych został zaaprobowany przez C. K. Krajową Rady Szkolnej do nauki gimnazjalnej. Na początku XX wieku był członkiem zarządu Polskiego Muzeum Szkolnego we Lwowie.
Służył w cesarskiej i królewskiej armii w 21 pułku piechoty. Działał na polu społecznym oświatowym i politycznym. W Samborze był członkiem rady miejskiej, rady powiatowej, rady szkolnej okręgowej, wydziału Kasy Oszczędności, Kasy Zaliczkowej, był tam prezesem koła Towarzystwa Szkoły Ludowej, wiceprezesem gniazda Polskiego Towarzystwa Gimnastycznego „Sokół”, prezesem miejscowego Kasyna. We Lwowie był radnym miejskim, prezesem Towarzystwa Oświaty Ludowej do 1908, od 1908 prezesem Towarzystwa Pedagogicznego, wiceprezesem Koła Literackiego, wiceprezesem Towarzystwa Kolonii Rymanowskiej, członkiem Rady Szkolnej Krajowej, działał w Towarzystwie Internatów imienia Konarskiego.

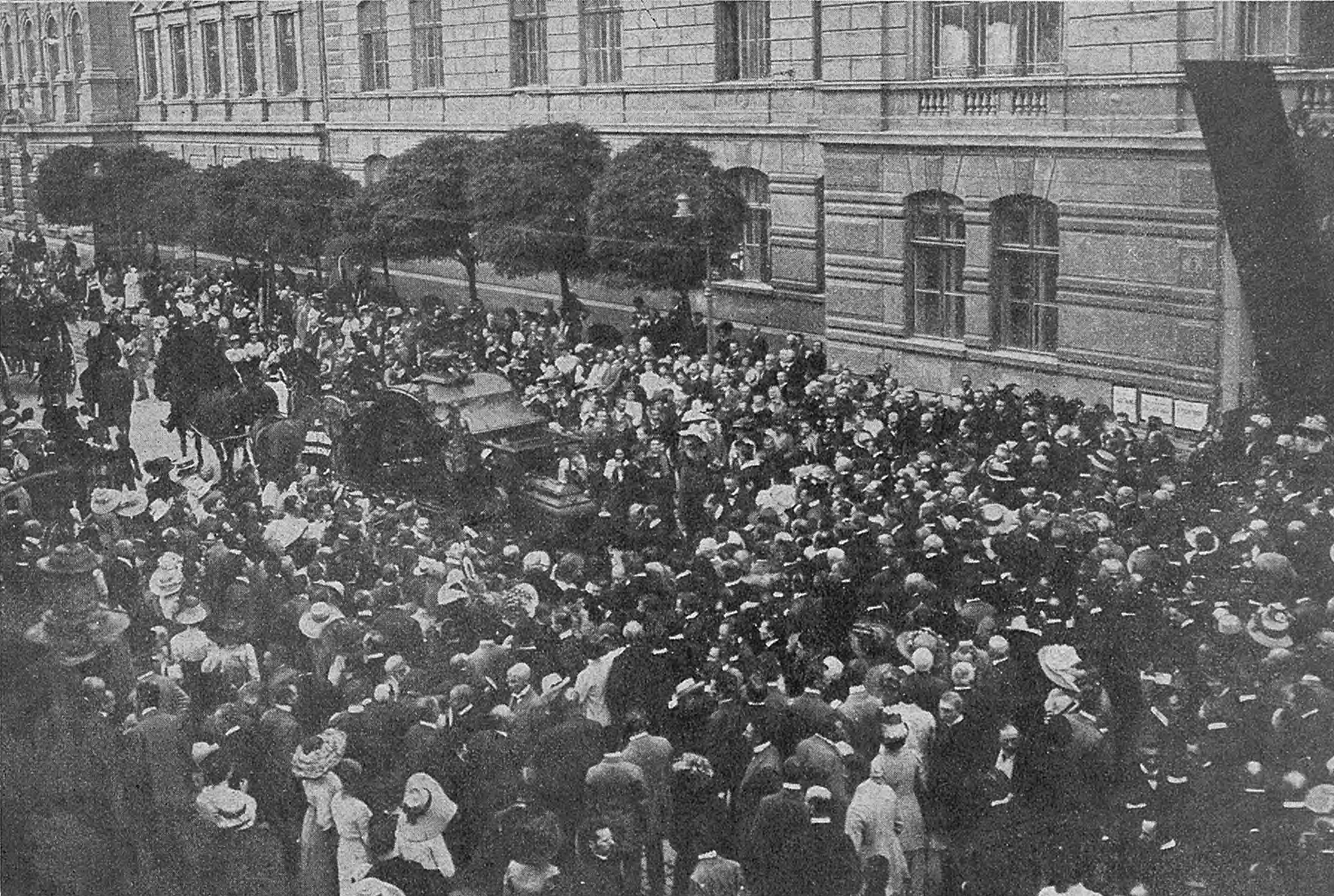
Pogrzeb Franciszka Tomaszewskiego

Pełnił mandat posła Sejmu Krajowego Galicji VIII kadencji (1901–1907) wybrany w III kurii w okręgu Sambor. Podczas pełnienia mandatu posła przebywał na urlopie jako dyrektor gimnazjum. Został członkiem austriackiej Rady Państwa w Wiedniu XI kadencji (1907–1911) wybrany w V okręgu miasta Lwowa. Był politykiem Stronnictwa Narodowo-Demokratycznego; w 1911 kandydował bezskutecznie do Rady Państwa XII kadencji w okręgu V Lwów-Stryjskie, zdobywając 1384 głosy i przegrywając z kandydatem postępowych demokratów Aleksandrem Lisiewiczem (1591 głosów).
Zamieszkiwał przy ulicy Kamiennej 4 we Lwowie. Zmarł 17 lipca 1912 we Lwowie w wieku 60 lat. Jego pogrzeb odbył się 19 lipca 1912.
Jego teściem był Ignacy Dziedzicki.

## Publikacje
- Chemja dla wyższych klas gimnazjalnych (1892)
- Chemja dla wyższych klas gimnazjalnych (1920)
- Fizyka. Podręcznik dla gimnazjów wydziału humanistycznego i klasycznego (współautor: Antoni Medard Kawecki, wyd. 1924 oprac. Karol Czajkowski)